# Euborellia caraibea
Euborellia caraibea är en tvestjärtart som beskrevs av Morgan Hebard 1921. Euborellia caraibea ingår i släktet Euborellia och familjen Carcinophoridae. Inga underarter finns listade i Catalogue of Life.